# آن برادستريت
كانت آن برادستريت (بالإنجليزية: Anne Bradstreet)‏ أبرز شعراء الإنجليزية الآوائل في أمريكا الشمالية وأول شاعرة نُشر لها في مُستعمرات نيو إنجلاند. وُلدت باسم ميلاد دادلي قي 20 مارس عام 1612. وتزوجت آن برادستريت، ابنة المُؤسس المُشارك لماساتشوستس توماس دادلي سيمون برادستريت. كانت أول شخصية بيريتانية في الأدب الأمريكي، كما كانت ملحوظة بسبب مجموعتها الشعرية الكبيرة، فضلًا عن الكتابات التي نُشرت بعد وفاتها. وتُوفيت في 16 سبتمبر عام 1672.
وُلدت برادستريت لعائلة بيريتانية ثرية في بلدة نورثامبتون بإنجلترا، وكانت أديبة واسعة الاطلاع، تأثرت بشكل خاص بأعمال الشاعر دو بارتاس. تزوجت في سن السادسة عشرة، وهاجرت مع والديها وعائلتها الصغيرة عندما تأسست مستعمرة خليج ماساتشوستس عام1630.
كانت أمًا لثمانية أطفال وزوجها ووالدها موظفان عامان في نيو إنجلاند، كتبت الشعر بالإضافة إلى واجباتها الأخرى. ألفت أعمالها المبكرة بأسلوب دو بارتاس، لكنها اعتمدت في كتاباتها اللاحقة على أسلوبها الفريد في الشعر الذي يُركز على دورها كأم وعلى صراعها مع معاناة الحياة وعلى معتقدها البيريتاني. قُرئت مجموعتها الشعرية الأولى التي حملت اسم «الإلهام العاشر الذي ظهر مؤخرًا في أمريكا» على نطاق واسع في أمريكا وإنجلترا.

## معلومات عن آن برادستريت
في صورة رسمتها قصائدها التي ظهرت لاحقًا، وُصفت برادستريت بأنها امرأة إنجليزية مثقفة وزوجة محبة وأم مخلصة وزوجة حاكم ولاية ماساتشوستس وباحثة بيريتانية وشاعرة حساسة.
كان أول مجلد للشعر لبرادستريت هو «الإلهام العاشر الذي ظهر مؤخرًا في أمريكا»، والذي نُشر عام 1650. قُوبل باستقبال إيجابي في كلا العالمين القديم والجديد.

### حياتها
وُلدت آن في نورثامبتون في إنجلترا عام 1612، وهي ابنة توماس دادلي ووكيلة إيرل لينكولن ودوروثي يورك. ونظرًا لوضع أسرتها، نشأت في بيئة ثقافية وكانت امرأة جيدة التعليم في ذلك الوقت، إذ درست التاريخ والأدب والعديد من اللغات. تزوجت في سن السادسة عشرة من سيمون برادستريت. شغل كل من والدها وزوجها في ذلك الوقت منصب حاكم مستعمرة خليج ماساتشوستس. هاجرت آن وزوجها سيمون بالإضافة إلى والديها إلى أمريكا على متن سفينة آربيلا كجزء من أسطول وينثروب للنازحين البيريتانيين عام 1630. شعرت بانتمائها إلى الأرض الأمريكية لأول مرة في 14 يونيو عام 1630 في قرية تُدعى قرية الرواد (في مدينة سالم في ولاية ماساتشوستس) مع كل من زوجها سيمون ووالديها وغيرهم من المسافرين في الهجرة البيريتانية إلى إقليم نيو إنجلاند (1620 - 1640). وبسبب مرض الحاكم جون إنديكوت والمجاعة التي أصابته هو وسكان القرية الآخرين كانت إقامتهم قصيرة للغاية. انتقل معظمهم على الفور جنوبًا على طول الساحل إلى حي تشارلزتاون في ولاية ماساتشوستس ليقيموا فيه لمدة قصيرة من الزمن قبل تحركهم جنوبًا إلى نهر تشارلز للعثور على المدينة الواقعة على التل، وهي بوسطن في ولاية ماساتشوستس.
سرعان ما انتقلت عائلة برادستريت مرة أخرى، وهذه المرة إلى مدينة كامبريدج في ولاية ماساتشوستس. أنجبت آن طفلها الأول عام 1632 في مدينة نيوي تاون كما كانت تُسمى آنذاك، وأسمته صامويل. وعلى الرغم من سوء حالتها الصحية، كان لديها ثمانية أطفال واستطاعت أن تحقق منزلة اجتماعية مرموقة. وقعت آن بعد إصابتها السابقة بالجدري عندما كانت في سن المراهقة في إنجلترا ضحيةً للمرض مرة أخرى، إذ أصاب الشلل مفاصلها في السنوات اللاحقة.
في أوائل عقد 1640، ضغط سيمون مرة أخرى على زوجته آن وهي حامل بطفلها السادس للانتقال -للمرة السادسة- من مدينة إبسويتش الساحلية في ولاية ماساتشوستس إلى أبرشية أندوفر. أندوفر الشمالية هي المدينة الأصلية التي تأسست عام 1646 من قبل عائلات ستيفنز وأوسجود وجونسون وفارنوم وباركر وبرادستريت. سكنت آن وعائلتها في المركز القديم لمدينة أندوفر الشمالية في ولاية ماساتشوستس. ولم يعيشوا أبدًا فيما يُعرف الآن باسم مدينة أندوفر الجنوبية.
ساهم كل من والد آن وزوجها في تأسيس جامعة هارفارد عام 1636. وتخرج منها اثنان من أبنائها، صمويل (من دفعة عام 1653) وسيمون (من دفعة عام 1660). في أكتوبر عام 1997، أنشأ القائمون على جامعة هارفارد بوابة تحمل اسم آن بمثابة ذكرى لها باعتبارها أول شاعرة يُنشر لها في أمريكا. تقع بوابة برادستريت بجوار مبنى كانداي، الذي يُعد أحدث مهجع في ساحة جامعة هارفارد.
في عام 1650، نشر الكاهن جون وودبريدج مجلد «الإلهام العاشر الذي ظهر مؤخرًا في أمريكا» من تأليف سيدة لطيفة موهوبة في لندن، ما جعل آن أول شاعرة يُنشر لها في كل من إنجلترا والعالم الجديد. وفي 10 يوليو عام 1966، اشتعل منزل العائلة في أندوفر الشمالية بسبب حريق حدث آنذاك والذي جعل عائلة برادستريت بلا مأوى وبحوزتها القليل من الممتلكات الشخصية. كانت صحة آن تنهار ببطء في ذلك الوقت. عانت من مرض السل واضطرت إلى تحمّل فقدان أقاربها الذين تحبهم. لكن إرادتها بقيت قوية، وبسبب إخلاصها الديني وإيمانها بكتاب التوراة المقدس وجدت السلام في إيمانها الراسخ بأن زوجة ابنها «ميرسي» وأحفادها كانوا في الجنة.
توفيت آن برادستريت في 16 سبتمبر عام 1672 في مدينة أندوفر الشمالية بولاية ماساتشوستس عن عمر يناهز 60 عامًا بسبب إصابتها بمرض السل. ما يزال الموقع الصحيح لضريحها غير معروف بدقة، ولكن العديد من المؤرخين يعتقدون أن جثتها مدفونة في مقبرة قديمة في طريق الأكاديمية وشارع أوسجود في مدينة أندوفر الشمالية. في عام 1676، أي بعد أربع سنوات من وفاة آن تزوج سيمون برادستريت للمرة الثانية من سيدة تُدعى أيضًا آن من عائلة غاردينر. توفي سيمون في عام 1697 ودُفن في مدينة سالم. تُوصف اليوم منطقة وادي ميريماك بأنها وادي الشعراء.
تُحيي علامة النصب التذكاري في مقبرة مدينة أندوفر الشمالية الذكرى السنوية 350 (عام 2000) لنشر مجلد الإلهام العاشر في لندن عام 1650. قد يكون ذلك المكان وبوابة برادستريت في جامعة هارفارد بالإضافة إلى روضة برادستريت للأطفال في مدينة أندوفر الشمالية هي الأماكن الوحيدة في أمريكا التي تُكرّم ذكرى آن برادستريت. وفي عام 2015 هُدمت روضة برادستريت للأطفال في أندوفر الشمالية.

## كتاباتها

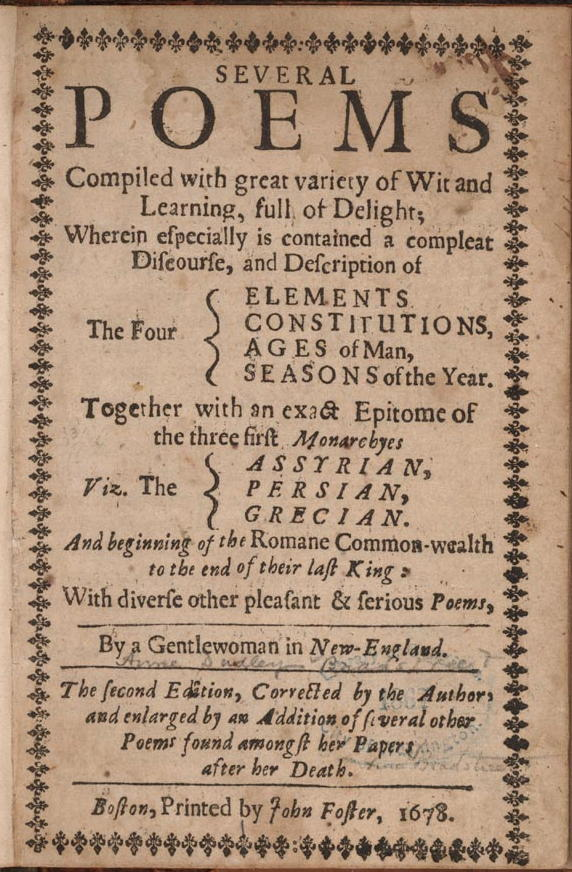
كتابات آن برادستريت

### خلفيتها
إن تعليم آن برادستريت منحها ميزات تفوضها القيام بالكتابة عن السياسة والتاريخ والطب وعلم اللاهوت. يقال إن مكتبتها الخاصة كانت تحوي ما يزيد عن 9000 كتاب. ورغم أن العديد من هذه الكتب قد أُتلفت عندما احترق بيتها كليًا. ألهمها هذا الحدث لكتابة قصيدة بعنوان «فوق المحترق من بيتنا، العاشر من يوليو عام 1666».
في البداية، رفضت الشعور بالغضب والكآبة لأن هذه المأساة العالمية جعلتها تتوجه نحو الإله وتتأكد من وجود الجنة مواساةً لها، قائلة في هذا:
وعندما لم أستطع أن أنظر أكثر من ذلك
باركت عظمته التي وهبت وأخذت
التي جعلت حوائجي هباءً
نعم، هكذا هو الأمر، وهكذا كان فقط
كل شيء كان ملكه، ولم يكن بيدي شيء
حاشاني أن أشك في إرادته

## روابط خارجية
- آن برادستريت على موقع الموسوعة البريطانية (الإنجليزية)
- آن برادستريت على موقع ميوزك برينز (الإنجليزية)
- آن برادستريت على موقع إن إن دي بي (الإنجليزية)
- آن برادستريت على موقع ديسكوغز (الإنجليزية)